# Василько (князь слонимский)
Василько (Василий) (ок. 1256/1260 — после 1282), князь слонимский, возможный родоначальник князей Острожских.

## Биография
В статье под 1281 годом Ипатьевская летопись упоминает, что «вослонимьской» князь Василько по приказу владимиро-волынского князя Владимира Васильковича был послан воеводой в поход против плоцкого князя Болеслава. Во время этого похода он захватил город Гостинный за Сохачевом, а в 1282 году взял «большой полон» около Вышгорода. Больше упоминаний о нём нет.
Отчество Василько в летописи не указано. Поскольку Слоним в середине XIII века входил в состав владений новогрудского князя Романа Даниловича, то появилась версия, что Василько был его сыном. Этой версии придерживался ряд специалистов по генеалогии (Г. А. Власьев, Н. А. Баумгартен, Л. Войтович). Однако существует и другая версия, по которой отцом Василько был брат Романа, луцкий и волынский князь Мстислав Данилович.
Ряд исследователей выводят от Василько род князей Острожских, но существуют и другие версии происхождения рода.

## Брак и дети
Имя жены Василько неизвестно. Сведения о детях Василько дискуссионны. Возможно, что детьми Василько были:
- Анна, в иночестве Елизавета (ум. ок. 1345)[9] Муж: Наримунт (Глеб) Гедиминович (ум. 1345)[1], князь полоцкий и пинский
- Даниил (ум. 1366/1370), князь Острожский и Холмский[10]
- Иван[11]